# ATP Tour 1993
HL'edizione 1993 dell'ATP Tour è iniziata il 4 gennaio con gli Australian Men's Hardcourt Championships 1993, il Kuala Lumpur Open 1 e il Qatar ExxonMobil Open e si è conclusa il 15 novembre con gli ATP Tour World Championships 1993.
L'ATP Tour è una serie di tornei maschili di tennis organizzati dall'ATP. Questa include i tornei del Grande Slam, la Coppa Davis e la Grand Slam Cup (organizzati in collaborazione con l'International Tennis Federation (ITF)), i tornei dell'ATP Super 9, dell'ATP Championship Series, della World Team Cup, dell'ATP Tour World Championships e dell'ATP World Series.

## Calendario
Legenda

| Grande Slam             |
| ATP Super 9             |
| ATP Championship Series |
| ATP World Series        |
| Torneo a squadre        |
| Torneo di fine anno     |

### Gennaio
| Settimana  | Torneo | Vincitore                                 | Finalista                                     | Semifinalisti                   | Eliminati ai quarti                                             |
| ---------- | --- | ----------------------------------------- | --------------------------------------------- | ------------------------------- | --------------------------------------------------------------- |
| 4 gennaio  | Australian Men's Hardcourt Championships 1993 Adelaide, Australia 157 500 $ Cemento Singolare - Doppio     | Nicklas Kulti 3-6 7-5 6-4                 | Christian Bergström                           | Jonathan Stark Richard Fromberg | Alex O'Brien Aleksandr Volkov Cédric Pioline John Fitzgerald    |
| 4 gennaio  | Australian Men's Hardcourt Championships 1993 Adelaide, Australia 157 500 $ Cemento Singolare - Doppio     | Todd Woodbridge Mark Woodforde 6-4 7-5    | John Fitzgerald Laurie Warder                 | Jonathan Stark Richard Fromberg | Alex O'Brien Aleksandr Volkov Cédric Pioline John Fitzgerald    |
| 4 gennaio  | Kuala Lumpur Open gennaio 1993 Kuala Lumpur, Malaysia 275 000 $ Cemento Singolare - Doppio                 | Richey Reneberg 6-3 6-1                   | Olivier Delaître                              | Chris Pridham Paul Haarhuis     | Ronald Agénor Fabrice Santoro David Prinosil Lars Jonsson       |
| 4 gennaio  | Kuala Lumpur Open gennaio 1993 Kuala Lumpur, Malaysia 275 000 $ Cemento Singolare - Doppio                 | Jacco Eltingh Paul Haarhuis 7-5 6-3       | Henrik Holm Bent-Ove Pedersen                 | Chris Pridham Paul Haarhuis     | Ronald Agénor Fabrice Santoro David Prinosil Lars Jonsson       |
| 4 gennaio  | Qatar ExxonMobil Open 1993 Doha, Qatar 450 000 $ Cemento Singolare - Doppio                                | Boris Becker 7–6(4) 4-6 7-5               | Goran Ivanišević                              | Stefan Edberg Andrej Čerkasov   | Gianluca Pozzi Javier Sánchez Marcos Górriz Patrik Kühnen       |
| 4 gennaio  | Qatar ExxonMobil Open 1993 Doha, Qatar 450 000 $ Cemento Singolare - Doppio                                | Boris Becker Patrik Kühnen 6-2 6-4        | Shelby Cannon Scott Melville                  | Stefan Edberg Andrej Čerkasov   | Gianluca Pozzi Javier Sánchez Marcos Górriz Patrik Kühnen       |
| 11 gennaio | New South Wales Open 1993 Sydney, Australia 275 000 $ Cemento Singolare - Doppio                           | Pete Sampras 7–6(7) 6-1                   | Thomas Muster                                 | Amos Mansdorf Omar Camporese    | Nicklas Kulti David Wheaton Wayne Ferreira Jonas Svensson       |
| 11 gennaio | New South Wales Open 1993 Sydney, Australia 275 000 $ Cemento Singolare - Doppio                           | Sandon Stolle Jason Stoltenberg 6-3 6-4   | Luke Jensen Murphy Jensen                     | Amos Mansdorf Omar Camporese    | Nicklas Kulti David Wheaton Wayne Ferreira Jonas Svensson       |
| 11 gennaio | Heineken Open 1993 Auckland, Nuova Zelanda 157 500 $ Cemento Singolare - Doppio                            | Aleksandr Volkov 7–6(2) 6-4               | MaliVai Washington                            | Luiz Mattar Jaime Yzaga         | Jamie Morgan Chuck Adams Kelly Evernden Brett Steven            |
| 11 gennaio | Heineken Open 1993 Auckland, Nuova Zelanda 157 500 $ Cemento Singolare - Doppio                            | Grant Connell Patrick Galbraith 6-3 7-6   | Alex Antonitsch Aleksandr Vladimirovič Volkov | Luiz Mattar Jaime Yzaga         | Jamie Morgan Chuck Adams Kelly Evernden Brett Steven            |
| 11 gennaio | Jakarta Open 1993 Giacarta, Indonesia 275 000 $ Cemento Singolare - Doppio                                 | Michael Chang 2-6 6-2 6-1                 | Carl-Uwe Steeb                                | Jacco Eltingh Paul Haarhuis     | Rodolphe Gilbert Fabrice Santoro Richey Reneberg David Prinosil |
| 11 gennaio | Jakarta Open 1993 Giacarta, Indonesia 275 000 $ Cemento Singolare - Doppio                                 | Diego Nargiso Guillaume Raoux 7-6 6-7 6-3 | Jacco Eltingh Paul Haarhuis                   | Jacco Eltingh Paul Haarhuis     | Rodolphe Gilbert Fabrice Santoro Richey Reneberg David Prinosil |
| 18 gennaio | Australian Open 1993 Melbourne, Australia Grand Slam 1 942 170 $ Cemento Singolare - Doppio - Doppio misto | Jim Courier 6-2 6-1 2-6 7-5               | Stefan Edberg                                 | Michael Stich Pete Sampras      | Petr Korda Guy Forget Brett Steven Christian Bergström          |
| 18 gennaio | Australian Open 1993 Melbourne, Australia Grand Slam 1 942 170 $ Cemento Singolare - Doppio - Doppio misto | Danie Visser Laurie Warder 6-4 3-6 6-4    | John Fitzgerald Anders Järryd                 | Michael Stich Pete Sampras      | Petr Korda Guy Forget Brett Steven Christian Bergström          |

### Febbraio
| Settimana   | Torneo | Vincitore                                  | Finalista                       | Semifinalisti                      | Eliminati ai quarti                                             |
| ----------- | --- | ------------------------------------------ | ------------------------------- | ---------------------------------- | --------------------------------------------------------------- |
| 1º febbraio | Dubai Tennis Championships 1993 Dubai, Emirati Arabi Uniti 1 000 000 $ Cemento Singolare - Doppio          | Karel Nováček 6-4 7-5                      | Fabrice Santoro                 | Jeremy Bates Thomas Muster         | Aleksandr Volkov Carl-Uwe Steeb Andrej Čerkasov Sláva Doseděl   |
| 1º febbraio | Dubai Tennis Championships 1993 Dubai, Emirati Arabi Uniti 1 000 000 $ Cemento Singolare - Doppio          | John Fitzgerald Anders Järryd 6-2 6-1      | Grant Connell Patrick Galbraith | Jeremy Bates Thomas Muster         | Aleksandr Volkov Carl-Uwe Steeb Andrej Čerkasov Sláva Doseděl   |
| 1º febbraio | Open 13 1993 Marsiglia, Francia 500 000 $ Cemento Singolare - Doppio                                       | Marc Rosset 6-2 7-6(1)                     | Jan Siemerink                   | Henrik Holm Jakob Hlasek           | Gianluca Pozzi Arnaud Boetsch Rodolphe Gilbert Sergi Bruguera   |
| 1º febbraio | Open 13 1993 Marsiglia, Francia 500 000 $ Cemento Singolare - Doppio                                       | Arnaud Boetsch Olivier Delaître 6-3 7-6    | Ivan Lendl Christo van Rensburg | Henrik Holm Jakob Hlasek           | Gianluca Pozzi Arnaud Boetsch Rodolphe Gilbert Sergi Bruguera   |
| 1º febbraio | Pacific Coast Championships 1993 San Francisco, CA, Stati Uniti 275 000 $ Cemento Singolare - Doppio       | Andre Agassi 6-2 6(4)–7 6-2                | Brad Gilbert                    | Jeff Tarango Jimmy Connors         | Marcos Ondruska Jaime Oncins Chuck Adams Richey Reneberg        |
| 1º febbraio | Pacific Coast Championships 1993 San Francisco, CA, Stati Uniti 275 000 $ Cemento Singolare - Doppio       | Scott Davis Jacco Eltingh 6-1 4-6 7-5      | Patrick McEnroe Jonathan Stark  | Jeff Tarango Jimmy Connors         | Marcos Ondruska Jaime Oncins Chuck Adams Richey Reneberg        |
| 8 febbraio  | Milan Indoor 1993 Milano, Italia 675 000 $ - Sintetico indoor Singolare - Doppio                           | Boris Becker 6-3 6-3                       | Sergi Bruguera                  | Petr Korda Wally Masur             | Omar Camporese Magnus Larsson Arnaud Boetsch Michael Stich      |
| 8 febbraio  | Milan Indoor 1993 Milano, Italia 675 000 $ - Sintetico indoor Singolare - Doppio                           | Mark Kratzmann Wally Masur 4-6 6-3 6-4     | Tom Nijssen Cyril Suk           | Petr Korda Wally Masur             | Omar Camporese Magnus Larsson Arnaud Boetsch Michael Stich      |
| 8 febbraio  | Kroger St. Jude International 1993 Memphis, Tennessee, Stati Uniti 655 000 $ - Cemento Singolare - Doppio  | Jim Courier 5-7 7–6(4) 7–6(4)              | Todd Martin                     | Amos Mansdorf Michael Chang        | Jonathan Stark Dave Randall Andre Agassi Andrej Česnokov        |
| 8 febbraio  | Kroger St. Jude International 1993 Memphis, Tennessee, Stati Uniti 655 000 $ - Cemento Singolare - Doppio  | Todd Woodbridge Mark Woodforde 6-4 4-6 6-3 | Jacco Eltingh Paul Haarhuis     | Amos Mansdorf Michael Chang        | Jonathan Stark Dave Randall Andre Agassi Andrej Česnokov        |
| 15 febbraio | U.S. Pro Indoor 1993 Filadelfia, Pennsylvania, Stati Uniti 575 000 $ - Sintetico indoor Singolare - Doppio | Mark Woodforde 5-4 ritiro                  | Ivan Lendl                      | Derrick Rostagno Pete Sampras      | Amos Mansdorf Michael Chang MaliVai Washington Richey Reneberg  |
| 15 febbraio | U.S. Pro Indoor 1993 Filadelfia, Pennsylvania, Stati Uniti 575 000 $ - Sintetico indoor Singolare - Doppio | Jim Grabb Richey Reneberg 6-7 6-3 6-0      | Marcos Ondruska Brad Pearce     | Derrick Rostagno Pete Sampras      | Amos Mansdorf Michael Chang MaliVai Washington Richey Reneberg  |
| 15 febbraio | Stuttgart Championship Series 1993 Stoccarda, Germania 2 125 000 $ - Sintetico indoor Singolare - Doppio   | Michael Stich 4-6 7-5 7–6(4) 3-6 7-5       | Richard Krajicek                | Boris Becker Wally Masur           | Wayne Ferreira Andrij Medvedjev Cédric Pioline Petr Korda       |
| 15 febbraio | Stuttgart Championship Series 1993 Stoccarda, Germania 2 125 000 $ - Sintetico indoor Singolare - Doppio   | Mark Kratzmann Wally Masur 6-3 7-6         | Steve DeVries David Macpherson  | Boris Becker Wally Masur           | Wayne Ferreira Andrij Medvedjev Cédric Pioline Petr Korda       |
| 22 febbraio | Rotterdam Open 1993 Rotterdam, Paesi Bassi 575 000 $ - Sintetico indoor Singolare - Doppio                 | Anders Järryd 6-3 7-5                      | Karel Nováček                   | Diego Nargiso Aleksandr Volkov     | Kenneth Carlsen Omar Camporese Goran Prpić Goran Ivanišević     |
| 22 febbraio | Rotterdam Open 1993 Rotterdam, Paesi Bassi 575 000 $ - Sintetico indoor Singolare - Doppio                 | Henrik Holm Anders Järryd 6-4 7-6          | David Adams Andrej Ol'chovskij  | Diego Nargiso Aleksandr Volkov     | Kenneth Carlsen Omar Camporese Goran Prpić Goran Ivanišević     |
| 22 febbraio | Tennis Channel Open 1993 Scottsdale, AZ, Stati Uniti 275 000 $ - Cemento Singolare - Doppio                | Andre Agassi 6-2 3-6 6-3                   | Marcos Ondruska                 | Andrej Česnokov Mark Woodforde     | Derrick Rostagno Brad Gilbert MaliVai Washington Emilio Sánchez |
| 22 febbraio | Tennis Channel Open 1993 Scottsdale, AZ, Stati Uniti 275 000 $ - Cemento Singolare - Doppio                | Mark Keil Dave Randall 7-5 6-4             | Luke Jensen Sandon Stolle       | Andrej Česnokov Mark Woodforde     | Derrick Rostagno Brad Gilbert MaliVai Washington Emilio Sánchez |
| 22 febbraio | Abierto Mexicano de Tenis 1993 Città del Messico, Messico 275 000 $ - Terra rossa Singolare - Doppio       | Thomas Muster 6-2 6-4                      | Carlos Costa                    | Francisco Montana Oliver Fernández | Jeff Tarango Leonardo Lavalle Alberto Berasategui Horst Skoff   |
| 22 febbraio | Abierto Mexicano de Tenis 1993 Città del Messico, Messico 275 000 $ - Terra rossa Singolare - Doppio       | Leonardo Lavalle Jaime Oncins 7-6 6-4      | Horacio de la Peña Jorge Lozano | Francisco Montana Oliver Fernández | Jeff Tarango Leonardo Lavalle Alberto Berasategui Horst Skoff   |

### Marzo
| Settimana | Torneo | Vincitore                                  | Finalista                      | Semifinalisti                    | Eliminati ai quarti                                           |
| --------- | --- | ------------------------------------------ | ------------------------------ | -------------------------------- | ------------------------------------------------------------- |
| 1º marzo  | Copenaghen Open 1993 Copenaghen, Danimarca 175 000 $ - Sintetico Singolare - Doppio                                      | Andrej Ol'chovskij 7-5 3-6 6-2             | Nicklas Kulti                  | Brett Steven Magnus Larsson      | David Prinosil Goran Prpić Amos Mansdorf Guillaume Raoux      |
| 1º marzo  | Copenaghen Open 1993 Copenaghen, Danimarca 175 000 $ - Sintetico Singolare - Doppio                                      | David Adams Andrej Ol'chovskij 6-3 3-6 6-3 | Martin Damm Daniel Vacek       | Brett Steven Magnus Larsson      | David Prinosil Goran Prpić Amos Mansdorf Guillaume Raoux      |
| 1º marzo  | Champions Cup and the Evert Cup 1993 1993 Indian Wells, California, Stati Uniti 1 400 000 $ - Cemento Singolare - Doppio | Jim Courier 6-3 6-3 6-1                    | Wayne Ferreira                 | Michael Chang Aleksandr Volkov   | Marc Rosset Petr Korda Alberto Mancini Fabrice Santoro        |
| 1º marzo  | Champions Cup and the Evert Cup 1993 1993 Indian Wells, California, Stati Uniti 1 400 000 $ - Cemento Singolare - Doppio | Guy Forget Henri Leconte 4-6 6-2 7-6       | Luke Jensen Scott Melville     | Michael Chang Aleksandr Volkov   | Marc Rosset Petr Korda Alberto Mancini Fabrice Santoro        |
| 8 marzo   | Saragozza Open 1993 Saragozza, Spagna 175 000 $ - Sintetico indoor Singolare - Doppio                                    | Karel Nováček 3-6 6-2 6-1                  | Jonas Svensson                 | Anders Järryd Markus Zoecke      | Francisco Roig Marc-Kevin Goellner Martin Damm Arne Thoms     |
| 8 marzo   | Saragozza Open 1993 Saragozza, Spagna 175 000 $ - Sintetico indoor Singolare - Doppio                                    | Martin Damm Karel Nováček 2-6 6-4 7-5      | Mike Bauer David Rikl          | Anders Järryd Markus Zoecke      | Francisco Roig Marc-Kevin Goellner Martin Damm Arne Thoms     |
| 12 marzo  | Miami Open 1993 Miami, Florida, Stati Uniti 1 400 000 $ - Cemento Singolare - Doppio                                     | Pete Sampras 6-3 6-2                       | MaliVai Washington             | Marcos Ondruska Petr Korda       | Mark Woodforde Patrick McEnroe Stefan Edberg Richard Krajicek |
| 12 marzo  | Miami Open 1993 Miami, Florida, Stati Uniti 1 400 000 $ - Cemento Singolare - Doppio                                     | Richard Krajicek Jan Siemerink 6-2 6-4     | Patrick McEnroe Jonathan Stark | Marcos Ondruska Petr Korda       | Mark Woodforde Patrick McEnroe Stefan Edberg Richard Krajicek |
| 15 marzo  | Grand Prix Hassan II 1993 Casablanca, Marocco 175 000 $ - Terra rossa Singolare - Doppio                                 | Guillermo Pérez Roldán 6-4 6-3             | Younes El Aynaoui              | Gilbert Schaller Horst Skoff     | Martin Střelba Alberto Berasategui Bart Wuyts Franco Davín    |
| 15 marzo  | Grand Prix Hassan II 1993 Casablanca, Marocco 175 000 $ - Terra rossa Singolare - Doppio                                 | Mike Bauer Piet Norval 7-5 7-6             | Ģirts Dzelde Goran Prpić       | Gilbert Schaller Horst Skoff     | Martin Střelba Alberto Berasategui Bart Wuyts Franco Davín    |
| 29 marzo  | ATP Osaka 1993 Osaka, Giappone 475 000 $ - Cemento Singolare - Doppio                                                    | Michael Chang 6-4 6-4                      | Amos Mansdorf                  | Jim Courier Stéphane Simian      | Guillaume Raoux Jim Grabb Shūzō Matsuoka Greg Rusedski        |
| 29 marzo  | ATP Osaka 1993 Osaka, Giappone 475 000 $ - Cemento Singolare - Doppio                                                    | Mark Keil Christo van Rensburg 7-6 6-3     | Glenn Michibata David Pate     | Jim Courier Stéphane Simian      | Guillaume Raoux Jim Grabb Shūzō Matsuoka Greg Rusedski        |
| 29 marzo  | South African Open 1993 Durban, Sudafrica 275 000 $ - Cemento Singolare - Doppio                                         | Aaron Krickstein 6-3 7–6(7)                | Grant Stafford                 | Wayne Ferreira Aleksandr Volkov  | Jörn Renzenbrink Robbie Weiss Alexander Reichel Lars Jonsson  |
| 29 marzo  | South African Open 1993 Durban, Sudafrica 275 000 $ - Cemento Singolare - Doppio                                         | Lan Bale Byron Black 7-6 6-2               | Johan De Beer Marcos Ondruska  | Wayne Ferreira Aleksandr Volkov  | Jörn Renzenbrink Robbie Weiss Alexander Reichel Lars Jonsson  |
| 29 marzo  | Estoril Open 1993 Estoril, Portogallo 500 000 $ - Terra rossa Singolare - Doppio                                         | Andrij Medvedjev 6-4 6-2                   | Karel Nováček                  | Magnus Gustafsson Emilio Sánchez | Jonas Svensson Magnus Larsson Sergi Bruguera Renzo Furlan     |
| 29 marzo  | Estoril Open 1993 Estoril, Portogallo 500 000 $ - Terra rossa Singolare - Doppio                                         | David Adams Andrej Ol'chovskij 6-3 7-5     | Menno Oosting Udo Riglewski    | Magnus Gustafsson Emilio Sánchez | Jonas Svensson Magnus Larsson Sergi Bruguera Renzo Furlan     |

### Aprile
| Settimana | Torneo | Vincitore                                 | Finalista                       | Semifinalisti                       | Eliminati ai quarti                                             |
| --------- | --- | ----------------------------------------- | ------------------------------- | ----------------------------------- | --------------------------------------------------------------- |
| 5 aprile  | Torneo Godó 1993 Barcellona, Spagna 750 000 $ - Terra rossa Singolare - Doppio                                                | Andrij Medvedjev 6(7)–7 6-3 7-5 6-4       | Sergi Bruguera                  | Magnus Gustafsson Thomas Muster     | Andre Agassi Evgenij Kafel'nikov Richard Krajicek Ivan Lendl    |
| 5 aprile  | Torneo Godó 1993 Barcellona, Spagna 750 000 $ - Terra rossa Singolare - Doppio                                                | Shelby Cannon Scott Melville 6-3 7-5      | Sergio Casal Emilio Sánchez     | Magnus Gustafsson Thomas Muster     | Andre Agassi Evgenij Kafel'nikov Richard Krajicek Ivan Lendl    |
| 5 aprile  | Japan Open Tennis Championships 1993 Tokyo, Giappone 915 000 $ - Cemento Singolare - Doppio                                   | Pete Sampras 6-2 6-2 6-2                  | Brad Gilbert                    | Henrik Holm Wally Masur             | Jonathan Stark Neil Borwick Todd Woodbridge David Wheaton       |
| 5 aprile  | Japan Open Tennis Championships 1993 Tokyo, Giappone 915 000 $ - Cemento Singolare - Doppio                                   | Ken Flach Rick Leach 6-4 7-5              | Glenn Michibata David Pate      | Henrik Holm Wally Masur             | Jonathan Stark Neil Borwick Todd Woodbridge David Wheaton       |
| 12 aprile | Hong Kong Open 1993 Hong Kong, Hong Kong 275 000 $ - Cemento Singolare - Doppio                                               | Pete Sampras 6-3 6(1)–7 7–6(2)            | Jim Courier                     | Michael Chang Amos Mansdorf         | Patrick McEnroe Kenneth Carlsen Brett Steven David Wheaton      |
| 12 aprile | Hong Kong Open 1993 Hong Kong, Hong Kong 275 000 $ - Cemento Singolare - Doppio                                               | David Wheaton Todd Woodbridge 6-1 6-3     | Sandon Stolle Jason Stoltenberg | Michael Chang Amos Mansdorf         | Patrick McEnroe Kenneth Carlsen Brett Steven David Wheaton      |
| 12 aprile | ATP Nizza 1993 Nizza, Francia 275 000 $ - Terra rossa Singolare - Doppio                                                      | Marc-Kevin Goellner 1-6 6-4 6-2           | Ivan Lendl                      | Stefan Edberg Fabrice Santoro       | Javier Sánchez Guillermo Pérez Roldán Petr Korda Franco Davín   |
| 12 aprile | ATP Nizza 1993 Nizza, Francia 275 000 $ - Terra rossa Singolare - Doppio                                                      | David Macpherson Laurie Warder 3-4 ritiro | Shelby Cannon Scott Melville    | Stefan Edberg Fabrice Santoro       | Javier Sánchez Guillermo Pérez Roldán Petr Korda Franco Davín   |
| 12 aprile | U.S. Men's Clay Court Championships 1993 Charlotte, Carolina del Nord, Stati Uniti 275 000 $ - Terra rossa Singolare - Doppio | Horacio de la Peña 3-6 6-3 6-4            | Jaime Yzaga                     | Claudio Mezzadri Todd Martin        | Jacco Eltingh Derrick Rostagno Bryan Shelton Mikael Pernfors    |
| 12 aprile | U.S. Men's Clay Court Championships 1993 Charlotte, Carolina del Nord, Stati Uniti 275 000 $ - Terra rossa Singolare - Doppio | Rikard Bergh Trevor Kronemann 6-1 6-2     | Javier Frana Leonardo Lavalle   | Claudio Mezzadri Todd Martin        | Jacco Eltingh Derrick Rostagno Bryan Shelton Mikael Pernfors    |
| 19 aprile | Seoul Open 1993 Seul, Corea del Sud 175 000 $ - Cemento Singolare - Doppio                                                    | Chuck Adams 6-4 6-4                       | Todd Woodbridge                 | Markus Zoecke Christo van Rensburg  | Alex Antonitsch Shūzō Matsuoka Michiel Schapers Stéphane Simian |
| 19 aprile | Seoul Open 1993 Seul, Corea del Sud 175 000 $ - Cemento Singolare - Doppio                                                    | Jan Apell Peter Nyborg 5-7 7-6 6-2        | Neil Broad Gary Muller          | Markus Zoecke Christo van Rensburg  | Alex Antonitsch Shūzō Matsuoka Michiel Schapers Stéphane Simian |
| 19 aprile | Monte Carlo Open 1993 Monte Carlo, Monaco 1 400 000 $ - Terra rossa Singolare - Doppio                                        | Sergi Bruguera 7–6(2) 6-0                 | Cédric Pioline                  | Stefan Edberg Thomas Muster         | Andrij Medvedjev Jonas Svensson Carlos Costa Àlex Corretja      |
| 19 aprile | Monte Carlo Open 1993 Monte Carlo, Monaco 1 400 000 $ - Terra rossa Singolare - Doppio                                        | Stefan Edberg Petr Korda 6-2 2-6 7-5      | Paul Haarhuis Mark Koevermans   | Stefan Edberg Thomas Muster         | Andrij Medvedjev Jonas Svensson Carlos Costa Àlex Corretja      |
| 26 aprile | Verizon Tennis Challenge 1993 Atlanta, Georgia, Stati Uniti 275 000 $ - Terra rossa Singolare - Doppio                        | Jacco Eltingh 7-6(1) 6-2                  | Bryan Shelton                   | Pete Sampras Jared Palmer           | Richard Fromberg Roberto Azar Alberto Berasategui Andrés Gómez  |
| 26 aprile | Verizon Tennis Challenge 1993 Atlanta, Georgia, Stati Uniti 275 000 $ - Terra rossa Singolare - Doppio                        | Paul Annacone Richey Reneberg 6-4 7-6     | Todd Martin Jared Palmer        | Pete Sampras Jared Palmer           | Richard Fromberg Roberto Azar Alberto Berasategui Andrés Gómez  |
| 26 aprile | Internazionali di Tennis di Baviera 1993 Monaco di Baviera, Germania 275 000 $ - Terra rossa Singolare - Doppio               | Ivan Lendl 7–6(2) 6-3                     | Michael Stich                   | José Francisco Altur Cédric Pioline | Arnaud Boetsch Karel Nováček Nicklas Kulti Gérard Solvès        |
| 26 aprile | Internazionali di Tennis di Baviera 1993 Monaco di Baviera, Germania 275 000 $ - Terra rossa Singolare - Doppio               | Martin Damm Henrik Holm 6-0 3-6 7-5       | Karel Nováček Carl-Uwe Steeb    | José Francisco Altur Cédric Pioline | Arnaud Boetsch Karel Nováček Nicklas Kulti Gérard Solvès        |
| 26 aprile | Madrid Tennis Grand Prix 1993 Madrid, Spagna 775 000 $ - Terra rossa Singolare - Doppio                                       | Stefan Edberg 6-3 6-3 6-2                 | Sergi Bruguera                  | Emilio Sánchez Tomás Carbonell      | Àlex Corretja Carlos Costa Jordi Burillo Franco Davín           |
| 26 aprile | Madrid Tennis Grand Prix 1993 Madrid, Spagna 775 000 $ - Terra rossa Singolare - Doppio                                       | Tomás Carbonell Carlos Costa 7-6 6-2      | Luke Jensen Scott Melville      | Emilio Sánchez Tomás Carbonell      | Àlex Corretja Carlos Costa Jordi Burillo Franco Davín           |

### Maggio
| Settimana | Torneo | Vincitore                              | Finalista                          | Semifinalisti                     | Eliminati ai quarti                                                     |
| --------- | --- | -------------------------------------- | ---------------------------------- | --------------------------------- | ----------------------------------------------------------------------- |
| 3 maggio  | ATP German Open 1993 Amburgo, Germania 1 450 000 $ - Terra rossa Singolare - Doppio                           | Michael Stich 6-3 6(1)–7 7–6(7) 6-4    | Andrej Česnokov                    | Emilio Sánchez Bernd Karbacher    | Richard Krajicek Ivan Lendl Horacio de la Peña Magnus Gustafsson        |
| 3 maggio  | ATP German Open 1993 Amburgo, Germania 1 450 000 $ - Terra rossa Singolare - Doppio                           | Paul Haarhuis Mark Koevermans 7-6 6-4  | Grant Connell Patrick Galbraith    | Emilio Sánchez Bernd Karbacher    | Richard Krajicek Ivan Lendl Horacio de la Peña Magnus Gustafsson        |
| 3 maggio  | Tampa Open 1993 Tampa, Florida, Stati Uniti 235 000 $ - Terra rossa Singolare - Doppio                        | Jaime Yzaga 6-4 6-2                    | Richard Fromberg                   | Patrick McEnroe Bryan Shelton     | Jeff Tarango Todd Martin David Wheaton Wally Masur                      |
| 3 maggio  | Tampa Open 1993 Tampa, Florida, Stati Uniti 235 000 $ - Terra rossa Singolare - Doppio                        | Todd Martin Derrick Rostagno 6-3 6-4   | Kelly Jones Jared Palmer           | Patrick McEnroe Bryan Shelton     | Jeff Tarango Todd Martin David Wheaton Wally Masur                      |
| 10 maggio | Internazionali d'Italia 1993 Roma, Italia 1 500 000 $ - Terra rossa Singolare - Doppio                        | Jim Courier 6-1 6-2 6-2                | Goran Ivanišević                   | Pete Sampras Michael Chang        | Guillermo Pérez Roldán Marcelo Filippini Andrej Česnokov Sergi Bruguera |
| 10 maggio | Internazionali d'Italia 1993 Roma, Italia 1 500 000 $ - Terra rossa Singolare - Doppio                        | Jacco Eltingh Paul Haarhuis 6-4 7-6    | Wayne Ferreira Mark Kratzmann      | Pete Sampras Michael Chang        | Guillermo Pérez Roldán Marcelo Filippini Andrej Česnokov Sergi Bruguera |
| 10 maggio | International Tennis Championships 1993 Coral Springs, FL, Stati Uniti 200 000 $ - Cemento Singolare - Doppio | Todd Martin 6-3 6-4                    | David Wheaton                      | Wally Masur Aaron Krickstein      | Patrick McEnroe Bryan Shelton Mikael Pernfors Alex O'Brien              |
| 10 maggio | International Tennis Championships 1993 Coral Springs, FL, Stati Uniti 200 000 $ - Cemento Singolare - Doppio | Patrick McEnroe Jonathan Stark 6-4 6-3 | Paul Annacone Doug Flach           | Wally Masur Aaron Krickstein      | Patrick McEnroe Bryan Shelton Mikael Pernfors Alex O'Brien              |
| 17 maggio | Bologna Open 1993 Bologna, Italia 1 500 000 $ - Terra rossa Singolare - Doppio                                | Jordi Burillo 7–6(4) 6(7)–7 6-1        | Andrej Čerkasov                    | Omar Camporese Claudio Pistolesi  | Wayne Ferreira Franco Davín Sláva Doseděl Shūzō Matsuoka                |
| 17 maggio | Bologna Open 1993 Bologna, Italia 1 500 000 $ - Terra rossa Singolare - Doppio                                | Danie Visser Laurie Warder 4-6 6-4 6-4 | Luke Jensen Murphy Jensen          | Omar Camporese Claudio Pistolesi  | Wayne Ferreira Franco Davín Sláva Doseděl Shūzō Matsuoka                |
| 17 maggio | World Team Cup 1993 Düsseldorf, Germania                                                                      | Stati Uniti 3-0                        | Germania                           |                                   |                                                                         |
| 25 maggio | Open di Francia 1993 Parigi, Francia Grande Slam 4 162 280 $ - Terra rossa Singolare - Doppio - Doppio misto  | Sergi Bruguera 6-4 2-6 6-2 3-6 6-3     | Jim Courier                        | Andrij Medvedjev Richard Krajicek | Pete Sampras Stefan Edberg Karel Nováček Goran Prpić                    |
| 25 maggio | Open di Francia 1993 Parigi, Francia Grande Slam 4 162 280 $ - Terra rossa Singolare - Doppio - Doppio misto  | Luke Jensen Murphy Jensen 6-4 6-7 6-4  | Marc-Kevin Goellner David Prinosil | Andrij Medvedjev Richard Krajicek | Pete Sampras Stefan Edberg Karel Nováček Goran Prpić                    |

### Giugno
| Settimana | Torneo | Vincitore                                  | Finalista                        | Semifinalisti                       | Eliminati ai quarti                                                  |
| --------- | --- | ------------------------------------------ | -------------------------------- | ----------------------------------- | -------------------------------------------------------------------- |
| 7 giugno  | ATP Firenze 1993 Firenze, Italia 275 500 $ - Terra rossa Singolare - Doppio                                  | Thomas Muster 6-1 7-5                      | Jordi Burillo                    | Àlex Corretja Ronald Agénor         | Filip Dewulf Guillermo Pérez Roldán Magnus Gustafsson Emilio Sánchez |
| 7 giugno  | ATP Firenze 1993 Firenze, Italia 275 500 $ - Terra rossa Singolare - Doppio                                  | Tomás Carbonell Libor Pimek 7-6 2-6 6-1    | Mark Koevermans Greg Van Emburgh | Àlex Corretja Ronald Agénor         | Filip Dewulf Guillermo Pérez Roldán Magnus Gustafsson Emilio Sánchez |
| 7 giugno  | Queen's Club Championships 1993 Londra, Gran Bretagna 600 000 $ - Erba Singolare - Doppio                    | Michael Stich 6-3 6-4                      | Wayne Ferreira                   | Todd Martin Jamie Morgan            | Marc-Kevin Goellner David Witt Boris Becker Stefan Edberg            |
| 7 giugno  | Queen's Club Championships 1993 Londra, Gran Bretagna 600 000 $ - Erba Singolare - Doppio                    | Todd Woodbridge Mark Woodforde 6-4 6-7 6-3 | Neil Broad Gary Muller           | Todd Martin Jamie Morgan            | Marc-Kevin Goellner David Witt Boris Becker Stefan Edberg            |
| 7 giugno  | Rosmalen Grass Court Championships 1993 Rosmalen, Paesi Bassi 275 000 $ - Erba Singolare - Doppio            | Arnaud Boetsch 3-6 6-3 6-3                 | Wally Masur                      | Aleksandr Volkov MaliVai Washington | Gianluca Pozzi Henrik Holm Cédric Pioline Richard Krajicek           |
| 7 giugno  | Rosmalen Grass Court Championships 1993 Rosmalen, Paesi Bassi 275 000 $ - Erba Singolare - Doppio            | Patrick McEnroe Jonathan Stark 7-6 1-6 6-4 | David Adams Andrej Ol'chovskij   | Aleksandr Volkov MaliVai Washington | Gianluca Pozzi Henrik Holm Cédric Pioline Richard Krajicek           |
| 14 giugno | Halle Open 1993 Halle, Germania 350 000 $ - Erba Singolare - Doppio                                          | Henri Leconte 6-2 6-3                      | Andrij Medvedjev                 | Jonathan Stark Petr Korda           | Jonas Svensson Hendrik Dreekmann Richey Reneberg Karsten Braasch     |
| 14 giugno | Halle Open 1993 Halle, Germania 350 000 $ - Erba Singolare - Doppio                                          | Petr Korda Cyril Suk 7-6 5-7 6-3           | Mike Bauer Marc-Kevin Goellner   | Jonathan Stark Petr Korda           | Jonas Svensson Hendrik Dreekmann Richey Reneberg Karsten Braasch     |
| 14 giugno | Hypo Group Tennis International 1993 Genova, Italia 275 000 $ - Terra rossa Singolare - Doppio               | Thomas Muster 7–6(3) 6-4                   | Magnus Gustafsson                | Francisco Clavet Javier Sánchez     | Tomás Carbonell Claudio Pistolesi Carlos Costa Ronald Agénor         |
| 14 giugno | Hypo Group Tennis International 1993 Genova, Italia 275 000 $ - Terra rossa Singolare - Doppio               | Sergio Casal Emilio Sánchez 6-3 7-6        | Mark Koevermans Greg Van Emburgh | Francisco Clavet Javier Sánchez     | Tomás Carbonell Claudio Pistolesi Carlos Costa Ronald Agénor         |
| 14 giugno | Manchester Open 1993 Manchester, Gran Bretagna 275 000 $ - Erba Singolare - Doppio                           | Jason Stoltenberg 6-1 6-3                  | Wally Masur                      | Stéphane Simian Henrik Holm         | Jacco Eltingh Cédric Pioline Jeremy Bates Guillaume Raoux            |
| 14 giugno | Manchester Open 1993 Manchester, Gran Bretagna 275 000 $ - Erba Singolare - Doppio                           | Ken Flach Rick Leach 6-4 6-1               | Stefan Kruger Glenn Michibata    | Stéphane Simian Henrik Holm         | Jacco Eltingh Cédric Pioline Jeremy Bates Guillaume Raoux            |
| 21 giugno | Torneo di Wimbledon 1993 Londra, Gran Bretagna Grand Slam 3 592 425 $ Erba Singolare - Doppio - Doppio misto | Pete Sampras 7–6(3) 7–6(6) 3-6 6-3         | Jim Courier                      | Boris Becker Stefan Edberg          | Andre Agassi Michael Stich Todd Martin Cédric Pioline                |
| 21 giugno | Torneo di Wimbledon 1993 Londra, Gran Bretagna Grand Slam 3 592 425 $ Erba Singolare - Doppio - Doppio misto | Todd Woodbridge Mark Woodforde 7-6 6-3 7-6 | Grant Connell Patrick Galbraith  | Boris Becker Stefan Edberg          | Andre Agassi Michael Stich Todd Martin Cédric Pioline                |

### Luglio
| Settimana | Torneo | Vincitore                                     | Finalista                       | Semifinalisti                        | Eliminati ai quarti                                          |
| --------- | --- | --------------------------------------------- | ------------------------------- | ------------------------------------ | ------------------------------------------------------------ |
| 5 luglio  | Swiss Open Gstaad 1993 Gstaad, Svizzera 375 000 $ - Terra rossa Singolare - Doppio                            | Sergi Bruguera 6-3 6-4                        | Karel Nováček                   | Marc-Kevin Goellner Thomas Muster    | Àlex Corretja Gérard Solvès Markus Naewie Jason Stoltenberg  |
| 5 luglio  | Swiss Open Gstaad 1993 Gstaad, Svizzera 375 000 $ - Terra rossa Singolare - Doppio                            | Cédric Pioline Marc Rosset 6-3 3-6 7-6        | Hendrik Jan Davids Piet Norval  | Marc-Kevin Goellner Thomas Muster    | Àlex Corretja Gérard Solvès Markus Naewie Jason Stoltenberg  |
| 5 luglio  | Hall of Fame Tennis Championships 1993 Newport, Rhode Island, Stati Uniti 175 000 $ - Erba Singolare - Doppio | Greg Rusedski 7-5 6(7)–7 7–6(5)               | Javier Frana                    | Alex Antonitsch Luis Herrera         | Shūzō Matsuoka Grant Stafford Brian MacPhie Arne Thoms       |
| 5 luglio  | Hall of Fame Tennis Championships 1993 Newport, Rhode Island, Stati Uniti 175 000 $ - Erba Singolare - Doppio | Javier Frana Christo van Rensburg 4-6 6-1 7-6 | Byron Black Jim Pugh            | Alex Antonitsch Luis Herrera         | Shūzō Matsuoka Grant Stafford Brian MacPhie Arne Thoms       |
| 5 luglio  | Swedish Open 1993 Båstad, Svezia 235 000 $ - Terra rossa Singolare - Doppio                                   | Horst Skoff 7-5 1-6 6-0                       | Ronald Agénor                   | Christian Bergström Magnus Larsson   | Nicklas Kulti Marcos Górriz Richard Fromberg Tomás Carbonell |
| 5 luglio  | Swedish Open 1993 Båstad, Svezia 235 000 $ - Terra rossa Singolare - Doppio                                   | Henrik Holm Anders Järryd 6-1 3-6 6-3         | Brian Devening Tomas Nydahl     | Christian Bergström Magnus Larsson   | Nicklas Kulti Marcos Górriz Richard Fromberg Tomás Carbonell |
| 19 luglio | Mercedes Cup 1993 Stoccarda, Germania 915 000 $ - Terra rossa Singolare - Doppio                              | Magnus Gustafsson 6-3 6-4 3-6 4-6 6-4         | Michael Stich                   | Marc-Kevin Goellner Andrij Medvedjev | Marcos Ondruska Karel Nováček Javier Sánchez Andrej Česnokov |
| 19 luglio | Mercedes Cup 1993 Stoccarda, Germania 915 000 $ - Terra rossa Singolare - Doppio                              | Tom Nijssen Cyril Suk 3-6 6-2 6-3             | Gary Muller Piet Norval         | Marc-Kevin Goellner Andrij Medvedjev | Marcos Ondruska Karel Nováček Javier Sánchez Andrej Česnokov |
| 19 luglio | Washington Open 1993 Washington, Stati Uniti 500 000 $ - Cemento Singolare - Doppio                           | Amos Mansdorf 7–6(3) 7-5                      | Todd Martin                     | Aaron Krickstein Richey Reneberg     | Shūzō Matsuoka Gianluca Pozzi MaliVai Washington Petr Korda  |
| 19 luglio | Washington Open 1993 Washington, Stati Uniti 500 000 $ - Cemento Singolare - Doppio                           | Byron Black Rick Leach 6-4 7-6                | Grant Connell Patrick Galbraith | Aaron Krickstein Richey Reneberg     | Shūzō Matsuoka Gianluca Pozzi MaliVai Washington Petr Korda  |
| 26 luglio | Canada Open 1993 Montréal, Canada 1 400 000 $ - Cemento Singolare - Doppio                                    | Mikael Pernfors 2-6 6-2 7-5                   | Todd Martin                     | Richey Reneberg Petr Korda           | Brett Steven Andre Agassi Ivan Lendl Aleksandr Volkov        |
| 26 luglio | Canada Open 1993 Montréal, Canada 1 400 000 $ - Cemento Singolare - Doppio                                    | Jim Courier Mark Knowles 6-1 1-6 7-6          | Glenn Michibata David Pate      | Richey Reneberg Petr Korda           | Brett Steven Andre Agassi Ivan Lendl Aleksandr Volkov        |
| 26 luglio | Dutch Open 1993 Hilversum, Paesi Bassi 235 000 $ - Terra rossa Singolare - Doppio                             | Carlos Costa 6-1 6-2 6-3                      | Magnus Gustafsson               | Richard Fromberg Javier Sánchez      | Paul Haarhuis Francisco Clavet Thomas Muster Andrej Čerkasov |
| 26 luglio | Dutch Open 1993 Hilversum, Paesi Bassi 235 000 $ - Terra rossa Singolare - Doppio                             | Jacco Eltingh Paul Haarhuis 4-6 6-2 7-5       | Hendrik Jan Davids Libor Pimek  | Richard Fromberg Javier Sánchez      | Paul Haarhuis Francisco Clavet Thomas Muster Andrej Čerkasov |

### Agosto
| Settimana | Torneo | Vincitore                                      | Finalista                       | Semifinalisti                     | Eliminati ai quarti                                                         |
| --------- | --- | ---------------------------------------------- | ------------------------------- | --------------------------------- | --------------------------------------------------------------------------- |
| 2 agosto  | Austrian Open 1993 Kitzbühel, Austria 375 000 $ - Terra rossa Singolare - Doppio                                               | Thomas Muster 6-3 7-5 6-4                      | Javier Sánchez                  | Bernd Karbacher Andrij Medvedjev  | Goran Ivanišević Andrea Gaudenzi Younes El Aynaoui Jan Siemerink            |
| 2 agosto  | Austrian Open 1993 Kitzbühel, Austria 375 000 $ - Terra rossa Singolare - Doppio                                               | Juan Garat Roberto Saad 7-6 2-6 6-3            | Marius Barnard Tom Mercer       | Bernd Karbacher Andrij Medvedjev  | Goran Ivanišević Andrea Gaudenzi Younes El Aynaoui Jan Siemerink            |
| 2 agosto  | ATP Praga 1993 Praga, Repubblica Ceca 340 000 $ - Terra rossa Singolare - Doppio                                               | Sergi Bruguera 7-5 6-4                         | Andrej Česnokov                 | Andrej Čerkasov Magnus Gustafsson | Jordi Arrese Carlos Costa Paul Haarhuis Nicklas Kulti                       |
| 2 agosto  | ATP Praga 1993 Praga, Repubblica Ceca 340 000 $ - Terra rossa Singolare - Doppio                                               | Hendrik Jan Davids Libor Pimek 6-3 7-6         | Jorge Lozano Jaime Oncins       | Andrej Čerkasov Magnus Gustafsson | Jordi Arrese Carlos Costa Paul Haarhuis Nicklas Kulti                       |
| 2 agosto  | Los Angeles Open 1993 Los Angeles, CA, Stati Uniti 275 000 $ - Cemento Singolare - Doppio                                      | Richard Krajicek 0-6 7–6(3) 7–6(5)             | Michael Chang                   | Pete Sampras Chuck Adams          | Patrick McEnroe Aleksandr Volkov Aaron Krickstein Michael Stich             |
| 2 agosto  | Los Angeles Open 1993 Los Angeles, CA, Stati Uniti 275 000 $ - Cemento Singolare - Doppio                                      | Wayne Ferreira Michael Stich 7-6 7-6           | Grant Connell Scott Davis       | Pete Sampras Chuck Adams          | Patrick McEnroe Aleksandr Volkov Aaron Krickstein Michael Stich             |
| 9 agosto  | Cincinnati Open 1993 Cincinnati, Ohio, Stati Uniti 1 400 000 $ - Cemento - 56S/28D Singolare - Doppio                          | Michael Chang 7-5 0-6 6-4                      | Stefan Edberg                   | Pete Sampras Andre Agassi         | Steve Bryan Brad Gilbert Michael Stich Jason Stoltenberg                    |
| 9 agosto  | Cincinnati Open 1993 Cincinnati, Ohio, Stati Uniti 1 400 000 $ - Cemento - 56S/28D Singolare - Doppio                          | Andre Agassi Petr Korda 6-4 7-6                | Stefan Edberg Henrik Holm       | Pete Sampras Andre Agassi         | Steve Bryan Brad Gilbert Michael Stich Jason Stoltenberg                    |
| 9 agosto  | Internazionali di Tennis di San Marino 1993 Città di San Marino, San Marino 275 000 - Terra rossa - 32S/16D Singolare - Doppio | Thomas Muster 7-5 7-5                          | Renzo Furlan                    | David Rikl Andrea Gaudenzi        | Sláva Doseděl José Francisco Altur Guillermo Pérez Roldán Younes El Aynaoui |
| 9 agosto  | Internazionali di Tennis di San Marino 1993 Città di San Marino, San Marino 275 000 - Terra rossa - 32S/16D Singolare - Doppio | Daniel Orsanic Olli Rahnasto 6-4 1-6 6-3       | Juan Garat Roberto Saad         | David Rikl Andrea Gaudenzi        | Sláva Doseděl José Francisco Altur Guillermo Pérez Roldán Younes El Aynaoui |
| 16 agosto | RCA Championships 1993 Indianapolis, Indiana, Stati Uniti 915 000 $ - Cemento - 32S/16D Singolare - Doppio                     | Jim Courier 7-5 6-3                            | Boris Becker                    | Patrick Rafter Luiz Mattar        | Pete Sampras Richey Reneberg Jimmy Arias Cédric Pioline                     |
| 16 agosto | RCA Championships 1993 Indianapolis, Indiana, Stati Uniti 915 000 $ - Cemento - 32S/16D Singolare - Doppio                     | Scott Davis Todd Martin 3-6 6-3 6-2            | Ken Flach Rick Leach            | Patrick Rafter Luiz Mattar        | Pete Sampras Richey Reneberg Jimmy Arias Cédric Pioline                     |
| 16 agosto | ATP Volvo International 1993 New Haven, Connecticut, Stati Uniti 915 000 $ - Cemento - 56S/28D Singolare - Doppio              | Andrij Medvedjev 7-5 6-4                       | Petr Korda                      | Byron Black Andre Agassi          | Mark Woodforde Stefano Pescosolido Jonas Svensson Ivan Lendl                |
| 16 agosto | ATP Volvo International 1993 New Haven, Connecticut, Stati Uniti 915 000 $ - Cemento - 56S/28D Singolare - Doppio              | Cyril Suk Daniel Vacek 7-5 6-4                 | Steve DeVries David Macpherson  | Byron Black Andre Agassi          | Mark Woodforde Stefano Pescosolido Jonas Svensson Ivan Lendl                |
| 23 agosto | Croatia Open Umag 1993 Umago, Croazia 275 000 $ - Terra rossa - 32S/16D Singolare - Doppio                                     | Thomas Muster 7-5 3-6 6-3                      | Alberto Berasategui             | Renzo Furlan Magnus Gustafsson    | Juan Gisbert Jr Guillermo Pérez Roldán Horst Skoff Gabriel Markus           |
| 23 agosto | Croatia Open Umag 1993 Umago, Croazia 275 000 $ - Terra rossa - 32S/16D Singolare - Doppio                                     | Filip Dewulf Tom Vanhoudt 6-4 7-5              | Jordi Arrese Francisco Roig     | Renzo Furlan Magnus Gustafsson    | Juan Gisbert Jr Guillermo Pérez Roldán Horst Skoff Gabriel Markus           |
| 23 agosto | Waldbaum's Hamlet Cup 1993 Long Island, New York, Stati Uniti 275 000 $ - Cemento - 32S/16D Singolare - Doppio                 | Marc Rosset 6-4 3-6 6-1                        | Michael Chang                   | Stefan Edberg Goran Ivanišević    | Aleksandr Volkov Sergi Bruguera Cédric Pioline Luiz Mattar                  |
| 23 agosto | Waldbaum's Hamlet Cup 1993 Long Island, New York, Stati Uniti 275 000 $ - Cemento - 32S/16D Singolare - Doppio                 | Marc-Kevin Goellner David Prinosil 6-7 7-5 6-2 | Arnaud Boetsch Olivier Delaître | Stefan Edberg Goran Ivanišević    | Aleksandr Volkov Sergi Bruguera Cédric Pioline Luiz Mattar                  |
| 23 agosto | Schenectady Open 1993 Schenectady, New York, Stati Uniti 175 000 $ - Cemento - 32S/16D Singolare - Doppio                      | Thomas Enqvist 4-6 6-3 7-6(0)                  | Brett Steven                    | Carlos Costa Karel Nováček        | Ivan Lendl Richard Fromberg Javier Sánchez Mikael Pernfors                  |
| 23 agosto | Schenectady Open 1993 Schenectady, New York, Stati Uniti 175 000 $ - Cemento - 32S/16D Singolare - Doppio                      | Bernd Karbacher Andrej Ol'chovskij 2-6 7-6 6-1 | Byron Black Brett Steven        | Carlos Costa Karel Nováček        | Ivan Lendl Richard Fromberg Javier Sánchez Mikael Pernfors                  |
| 30 agosto | US Open 1993 New York, Stati Uniti Grande Slam 4 000 000 $ - Cemento - 128S/64D Singolare - Doppio - Doppio misto              | Pete Sampras 6-4 6-4 6-3                       | Cédric Pioline                  | Wally Masur Aleksandr Volkov      | Andrij Medvedjev Magnus Larsson Thomas Muster Michael Chang                 |
| 30 agosto | US Open 1993 New York, Stati Uniti Grande Slam 4 000 000 $ - Cemento - 128S/64D Singolare - Doppio - Doppio misto              | Ken Flach Rick Leach 7-6 6-4 6-2               | Martin Damm Karel Nováček       | Wally Masur Aleksandr Volkov      | Andrij Medvedjev Magnus Larsson Thomas Muster Michael Chang                 |

### Settembre
| Settimana    | Torneo | Vincitore                               | Finalista                           | Semifinalisti                          | Eliminati ai quarti                                           |
| ------------ | --- | --------------------------------------- | ----------------------------------- | -------------------------------------- | ------------------------------------------------------------- |
| 13 settembre | Romanian Open 1993 Bucarest, Romania 500 000 $ - Terra rossa - 32S/16D Singolare - Doppio                      | Goran Ivanišević 6-2 7–6(5)             | Andrej Čerkasov                     | Guillermo Pérez Roldán Andrea Gaudenzi | Dinu Pescariu Magnus Gustafsson Francisco Clavet Tomas Nydahl |
| 13 settembre | Romanian Open 1993 Bucarest, Romania 500 000 $ - Terra rossa - 32S/16D Singolare - Doppio                      | Menno Oosting Libor Pimek 7-6 7-6       | George Cosac Ciprian Porumb         | Guillermo Pérez Roldán Andrea Gaudenzi | Dinu Pescariu Magnus Gustafsson Francisco Clavet Tomas Nydahl |
| 13 settembre | Bordeaux Open 1993 Bordeaux, Francia 330 000 $ - Terra rossa - 32S/16D Singolare - Doppio                      | Sergi Bruguera 7-5 6-2                  | Diego Nargiso                       | Arnaud Boetsch Marc Rosset             | Thomas Enqvist Javier Frana Javier Sánchez Libor Němeček      |
| 13 settembre | Bordeaux Open 1993 Bordeaux, Francia 330 000 $ - Terra rossa - 32S/16D Singolare - Doppio                      | Pablo Albano Javier Frana 7-6 4-6 6-3   | David Adams Andrej Ol'chovskij      | Arnaud Boetsch Marc Rosset             | Thomas Enqvist Javier Frana Javier Sánchez Libor Němeček      |
| 27 settembre | Campionati Internazionali di Sicilia 1993 Palermo, Italia 290 000 $ - Terra rossa - 32S/16D Singolare - Doppio | Thomas Muster 7–6(2) 7-5                | Sergi Bruguera                      | Federico Sánchez Andrea Gaudenzi       | Frédéric Fontang Carlos Costa Àlex Corretja Luiz Mattar       |
| 27 settembre | Campionati Internazionali di Sicilia 1993 Palermo, Italia 290 000 $ - Terra rossa - 32S/16D Singolare - Doppio | Sergio Casal Emilio Sánchez 6-3 6-3     | Juan Garat Jorge Lozano             | Federico Sánchez Andrea Gaudenzi       | Frédéric Fontang Carlos Costa Àlex Corretja Luiz Mattar       |
| 27 settembre | Kuala Lumpur Open ottobre 1993 Kuala Lumpur, Malaysia 275 000 $ - Cemento - 32S/16D Singolare - Doppio         | Michael Chang 6-0 6-4                   | Jonas Svensson                      | Neil Borwick Grant Stafford            | Jacco Eltingh Jeremy Bates Alex Antonitsch Jonas Björkman     |
| 27 settembre | Kuala Lumpur Open ottobre 1993 Kuala Lumpur, Malaysia 275 000 $ - Cemento - 32S/16D Singolare - Doppio         | Jacco Eltingh Paul Haarhuis 7-5 4-6 7-6 | Jonas Björkman Lars-Anders Wahlgren | Neil Borwick Grant Stafford            | Jacco Eltingh Jeremy Bates Alex Antonitsch Jonas Björkman     |
| 27 settembre | Swiss Indoors 1993 Basilea, Svizzera 775 000 $ - Cemento indoor - 32S/16D Singolare - Doppio                   | Michael Stich 6-4 6(5)–7 6-3 6-2        | Stefan Edberg                       | Marc Rosset Martin Damm                | Amos Mansdorf David Prinosil Arnaud Boetsch Magnus Larsson    |
| 27 settembre | Swiss Indoors 1993 Basilea, Svizzera 775 000 $ - Cemento indoor - 32S/16D Singolare - Doppio                   | Byron Black Jonathan Stark 3-6 7-5 6-3  | Brad Pearce Dave Randall            | Marc Rosset Martin Damm                | Amos Mansdorf David Prinosil Arnaud Boetsch Magnus Larsson    |

### Ottobre
| Settimana  | Torneo | Vincitore                                     | Finalista                           | Semifinalisti                       | Eliminati ai quarti                                               |
| ---------- | --- | --------------------------------------------- | ----------------------------------- | ----------------------------------- | ----------------------------------------------------------------- |
| 4 ottobre  | Athens Open 1993 Atene, Grecia 175 000 $ - Terra rossa - 32S/16D Singolare - Doppio                           | Jordi Arrese 6-4 3-6 6-3                      | Alberto Berasategui                 | Javier Sánchez Horacio de la Peña   | Andrea Gaudenzi Renzo Furlan Stefano Pescosolido Gilbert Schaller |
| 4 ottobre  | Athens Open 1993 Atene, Grecia 175 000 $ - Terra rossa - 32S/16D Singolare - Doppio                           | Horacio de la Peña Jorge Lozano 3-6, 6-1, 6-2 | Royce Deppe John Sullivan           | Javier Sánchez Horacio de la Peña   | Andrea Gaudenzi Renzo Furlan Stefano Pescosolido Gilbert Schaller |
| 4 ottobre  | Grand Prix de Tennis de Toulouse 1993 Tolosa, Francia 375 000 $ - Cemento indoor - 32S/16D Singolare - Doppio | Arnaud Boetsch 7–6(5) 3-6 6-3                 | Cédric Pioline                      | Christian Bergström Andrej Česnokov | Younes El Aynaoui Magnus Gustafsson Marc Rosset Rodolphe Gilbert  |
| 4 ottobre  | Grand Prix de Tennis de Toulouse 1993 Tolosa, Francia 375 000 $ - Cemento indoor - 32S/16D Singolare - Doppio | Byron Black Jonathan Stark 7-5, 7-6           | David Prinosil Udo Riglewski        | Christian Bergström Andrej Česnokov | Younes El Aynaoui Magnus Gustafsson Marc Rosset Rodolphe Gilbert  |
| 4 ottobre  | Australian Indoor Championships 1993 Sydney, Australia 875 000 $ - Cemento - 32S/16D Singolare - Doppio       | Jaime Yzaga 6-4 4-6 7–6(4) 7–6(7)             | Petr Korda                          | Goran Ivanišević Wayne Ferreira     | Jim Courier Mikael Pernfors Mark Woodforde Jonathan Canter        |
| 4 ottobre  | Australian Indoor Championships 1993 Sydney, Australia 875 000 $ - Cemento - 32S/16D Singolare - Doppio       | Patrick McEnroe Richey Reneberg 6-3, 7-5      | Alexander Mronz Lars Rehmann        | Goran Ivanišević Wayne Ferreira     | Jim Courier Mikael Pernfors Mark Woodforde Jonathan Canter        |
| 11 ottobre | Tokyo Indoor 1993 Tokyo, Giappone 875 000 $ - Sintetico indoor - 32S/16D Singolare - Doppio                   | Ivan Lendl 6-4 6-4                            | Todd Martin                         | Greg Rusedski Paul Haarhuis         | Stefan Edberg Michael Chang Andrij Medvedjev Boris Becker         |
| 11 ottobre | Tokyo Indoor 1993 Tokyo, Giappone 875 000 $ - Sintetico indoor - 32S/16D Singolare - Doppio                   | Grant Connell Patrick Galbraith 7-5, 6-3      | Luke Jensen Murphy Jensen           | Greg Rusedski Paul Haarhuis         | Stefan Edberg Michael Chang Andrij Medvedjev Boris Becker         |
| 11 ottobre | Bolzano Open 1993 Bolzano, Italia 290 000 $ - Sintetico indoor - 32S/16D Singolare - Doppio                   | Jonathan Stark 6-3 6-2                        | Cédric Pioline                      | Olivier Delaître Andrej Ol'chovskij | David Prinosil Thomas Gollwitzer Thomas Johansson Tom Nijssen     |
| 11 ottobre | Bolzano Open 1993 Bolzano, Italia 290 000 $ - Sintetico indoor - 32S/16D Singolare - Doppio                   | Hendrik Jan Davids Piet Norval 6-3, 6-2       | David Adams Andrej Ol'chovskij      | Olivier Delaître Andrej Ol'chovskij | David Prinosil Thomas Gollwitzer Thomas Johansson Tom Nijssen     |
| 11 ottobre | Tel Aviv Open 1993 Tel Aviv, Israele 175 000 $ - Cemento - 32S/16D Singolare - Doppio                         | Stefano Pescosolido 7–6(5) 7-5                | Amos Mansdorf                       | Thomas Muster Andrej Čerkasov       | Gilad Bloom Javier Sánchez Andrea Gaudenzi Grant Stafford         |
| 11 ottobre | Tel Aviv Open 1993 Tel Aviv, Israele 175 000 $ - Cemento - 32S/16D Singolare - Doppio                         | Sergio Casal Emilio Sánchez 6-4, 6-4          | Mike Bauer David Rikl               | Thomas Muster Andrej Čerkasov       | Gilad Bloom Javier Sánchez Andrea Gaudenzi Grant Stafford         |
| 18 ottobre | Vienna Open 1993 Vienna, Austria 275 000 $ - Sintetico indoor - 32S/16D Singolare - Doppio                    | Goran Ivanišević 4-6 6-4 6-4 7–6(3)           | Thomas Muster                       | Thomas Enqvist Petr Korda           | Jan Siemerink Richey Reneberg Marc Rosset Byron Black             |
| 18 ottobre | Vienna Open 1993 Vienna, Austria 275 000 $ - Sintetico indoor - 32S/16D Singolare - Doppio                    | Byron Black Jonathan Stark 6-3, 7-6           | Mike Bauer David Prinosil           | Thomas Enqvist Petr Korda           | Jan Siemerink Richey Reneberg Marc Rosset Byron Black             |
| 18 ottobre | Grand Prix de Tennis de Lyon 1993 Lione, Francia 575 000 $ - Sintetico indoor - 32S/16D Singolare - Doppio    | Pete Sampras 7–6(5) 1-6 7-5                   | Cédric Pioline                      | Jakob Hlasek Richard Fromberg       | Stéphane Simian Arnaud Boetsch Martin Damm Lionel Barthez         |
| 18 ottobre | Grand Prix de Tennis de Lyon 1993 Lione, Francia 575 000 $ - Sintetico indoor - 32S/16D Singolare - Doppio    | Gary Muller Danie Visser 6-3, 7-6             | John-Laffnie de Jager Stefan Kruger | Jakob Hlasek Richard Fromberg       | Stéphane Simian Arnaud Boetsch Martin Damm Lionel Barthez         |
| 18 ottobre | China Open 1993 Pechino, Cina 275 000 $ - Sintetico indoor - 32S/16D Singolare - Doppio                       | Michael Chang 7–6(5) 6(6)–7 6-4               | Greg Rusedski                       | Tommy Ho Brad Gilbert               | Christian Bergström Chuck Adams Jonas Svensson Magnus Gustafsson  |
| 18 ottobre | China Open 1993 Pechino, Cina 275 000 $ - Sintetico indoor - 32S/16D Singolare - Doppio                       | Paul Annacone Doug Flach 7-6, 6-3             | Jacco Eltingh Paul Haarhuis         | Tommy Ho Brad Gilbert               | Christian Bergström Chuck Adams Jonas Svensson Magnus Gustafsson  |
| 25 ottobre | Stockholm Open 1993 Stoccolma, Svezia 1 400 000 $ - Sintetico indoor - 32S/16D Singolare - Doppio             | Michael Stich 4-6 7–6(6) 7–6(3) 6-2           | Goran Ivanišević                    | MaliVai Washington Marc Rosset      | Arnaud Boetsch Jonas Svensson Stefan Edberg Petr Korda            |
| 25 ottobre | Stockholm Open 1993 Stoccolma, Svezia 1 400 000 $ - Sintetico indoor - 32S/16D Singolare - Doppio             | Todd Woodbridge Mark Woodforde 7-6, 5-7, 7-6  | Gary Muller Danie Visser            | MaliVai Washington Marc Rosset      | Arnaud Boetsch Jonas Svensson Stefan Edberg Petr Korda            |
| 25 ottobre | Movistar Open 1993 Santiago, Cile 200 000 $ - Terra rossa - 48S/24D Singolare - Doppio                        | Javier Frana 7-5 3-6 6-3                      | Emilio Sánchez                      | Jaime Yzaga Marcelo Filippini       | Renzo Furlan Albert Costa Horacio de la Peña Jordi Burillo        |
| 25 ottobre | Movistar Open 1993 Santiago, Cile 200 000 $ - Terra rossa - 48S/24D Singolare - Doppio                        | Mike Bauer David Rikl 7-6, 6-4                | Christer Allgårdh Brian Devening    | Jaime Yzaga Marcelo Filippini       | Renzo Furlan Albert Costa Horacio de la Peña Jordi Burillo        |

### Novembre
| Settimana   | Torneo | Vincitore                               | Finalista                     | Semifinalisti                     | Eliminati ai quarti                                                   |
| ----------- | --- | --------------------------------------- | ----------------------------- | --------------------------------- | --------------------------------------------------------------------- |
| 1º novembre | Paris Open 1993 Parigi, Francia 1 915 000 $ Singolare - Doppio                                                    | Goran Ivanišević 6-4 6-2 7–6(2)         | Andrij Medvedjev              | Stefan Edberg Arnaud Boetsch      | Pete Sampras Michael Stich Boris Becker Mark Woodforde                |
| 1º novembre | Paris Open 1993 Parigi, Francia 1 915 000 $ Singolare - Doppio                                                    | Byron Black Jonathan Stark 7-6, 6-4     | Tom Nijssen Cyril Suk         | Stefan Edberg Arnaud Boetsch      | Pete Sampras Michael Stich Boris Becker Mark Woodforde                |
| 1º novembre | ATP San Paolo 1993 San Paolo, Brasile 175 000 $ Singolare - Doppio                                                | Alberto Berasategui 6-4 6-3             | Sláva Doseděl                 | Àlex Corretja Jordi Arrese        | Francisco Clavet Younes El Aynaoui Gilbert Schaller Fernando Meligeni |
| 1º novembre | ATP San Paolo 1993 San Paolo, Brasile 175 000 $ Singolare - Doppio                                                | Sergio Casal Emilio Sánchez 4-6 7-6 6-4 | Pablo Albano Javier Frana     | Àlex Corretja Jordi Arrese        | Francisco Clavet Younes El Aynaoui Gilbert Schaller Fernando Meligeni |
| 8 novembre  | ATP Buenos Aires 1993 Buenos Aires, Argentina 275 000 $ - Terra rossa Singolare - Doppio                          | Carlos Costa 3-6 6-1 6-4                | Alberto Berasategui           | Jordi Arrese Javier Frana         | Younes El Aynaoui Gilbert Schaller Emilio Sánchez Daniel Orsanic      |
| 8 novembre  | ATP Buenos Aires 1993 Buenos Aires, Argentina 275 000 $ - Terra rossa Singolare - Doppio                          | Tomás Carbonell Carlos Costa 6-4 6-4    | Sergio Casal Emilio Sánchez   | Jordi Arrese Javier Frana         | Younes El Aynaoui Gilbert Schaller Emilio Sánchez Daniel Orsanic      |
| 8 novembre  | Kremlin Cup 1993 Mosca, Russia 325 000 $ - Sintetico indoor - 32S/16D Singolare - Doppio                          | Marc Rosset 6-4 6-3                     | Patrik Kühnen                 | Dmitrij Poljakov Karsten Braasch  | Paul Haarhuis Martin Damm Andrej Ol'chovskij Andrej Merinov           |
| 8 novembre  | Kremlin Cup 1993 Mosca, Russia 325 000 $ - Sintetico indoor - 32S/16D Singolare - Doppio                          | Jacco Eltingh Paul Haarhuis 6-1 ret     | Jan Apell Jonas Björkman      | Dmitrij Poljakov Karsten Braasch  | Paul Haarhuis Martin Damm Andrej Ol'chovskij Andrej Merinov           |
| 8 novembre  | European Community Championships 1993 Anversa, Belgio 1 085 000 $ - Sintetico indoor - 32S/16D Singolare - Doppio | Pete Sampras 6-1 6-4                    | Magnus Gustafsson             | Cédric Pioline Boris Becker       | Nicklas Kulti Goran Ivanišević Magnus Larsson Michael Stich           |
| 8 novembre  | European Community Championships 1993 Anversa, Belgio 1 085 000 $ - Sintetico indoor - 32S/16D Singolare - Doppio | Grant Connell Patrick Galbraith 6-3 7-6 | Wayne Ferreira Javier Sánchez | Cédric Pioline Boris Becker       | Nicklas Kulti Goran Ivanišević Magnus Larsson Michael Stich           |
| 15 novembre | ATP Tour World Championships 1993 Francoforte, Germania Singolare - Doppio                                        | Michael Stich 7–6(3) 2-6 7–6(7) 6-2     | Pete Sampras                  | Andrij Medvedjev Goran Ivanišević | Sergi Bruguera Stefan Edberg Michael Chang Jim Courier                |

### Dicembre
| Settimana  | Torneo                                                                                            | Vincitore                          | Finalista     | Semifinalisti              | Eliminati ai quarti                                      |
| ---------- | ------------------------------------------------------------------------------------------------- | ---------------------------------- | ------------- | -------------------------- | -------------------------------------------------------- |
| 7 dicembre | Grand Slam Cup 1993 Monaco di Baviera, Germania \|Grand Slam Cup Sintetico indoor - 16S Singolare | Petr Korda 2-6 6-4 7–6(5) 2-6 11-9 | Michael Stich | Stefan Edberg Pete Sampras | Wayne Ferreira Brett Steven Sergi Bruguera Michael Chang |

## Debutti
- Albert Costa